# Llista de topònims de Vidrà
Llista de topònims (noms propis de lloc) del municipi de Vidrà, a Osona
Informació actualitzada per un bot. Els canvis manuals es perdran quan s'actualitzi!

## arbre singular
| imatge | Nom                               | Ubicat a | instància de   | Detalls                                                                          | coordenades                                                                         | Protecció        | Commons (més fotos)               | Dades a WD                    |
| ------ | --------------------------------- | -------- | -------------- | -------------------------------------------------------------------------------- | ----------------------------------------------------------------------------------- | ---------------- | --------------------------------- | ----------------------------- |
|        | faig de Can Font                  | Vidrà    | arbre singular | Taxon: faig (Fagus sylvatica) Ample: 22.8m Alt: 27.5m Perímetre: 4.73m           | 42° 08′ 42″ N, 2° 20′ 26″ E / 42.14497°N,2.3406°E ca:Can Font, Siuret 1075 msnm     | arbre monumental | Faig de Can Font                  | Modifica les dades a Wikidata |
|        | faig del Pla Petit de Fontcoberta | Vidrà    | arbre singular | Taxon: faig (Fagus sylvatica) Ample: 26.3m Alt: 27.5m Perímetre: 5.05m           | 42° 09′ 17″ N, 2° 20′ 06″ E / 42.15473°N,2.33503°E ca:Fontcoberta, Siuret 1261 msnm | arbre monumental | Faig del Pla Petit de Fontcoberta | Modifica les dades a Wikidata |
|        | roure de la Creu de l'Arç         | Vidrà    | arbre singular | Taxon: roure martinenc (Quercus pubescens) Ample: 23.8m Alt: 18m Perímetre: 4.2m | 42° 07′ 29″ N, 2° 18′ 50″ E / 42.12464°N,2.3139°E ca:Creu de l'Arç 979 msnm         | arbre monumental | Roure de la Creu de l'Arç         | Modifica les dades a Wikidata |

## curs d'aigua
| imatge | Nom                  | Ubicat a                                                  | instància de | Detalls                    | coordenades | Protecció | Commons (més fotos) | Dades a WD                    |
| ------ | -------------------- | --------------------------------------------------------- | ------------ | -------------------------- | --- | --------- | ------------------- | ----------------------------- |
|        | Ges                  | Vidrà Sant Pere de Torelló Sant Vicenç de Torelló Torelló | curs d'aigua | Desemboca: Ter Llarg: 18km | 42° 09′ 14″ N, 2° 18′ 38″ E / 42.153931°N,2.310432°E 42° 02′ 38″ N, 2° 15′ 24″ E / 42.043988°N,2.256736°E 552 msnm |           | Ges River           | Modifica les dades a Wikidata |
|        | Rierol de Vila Vella | Vidrà Sant Pere de Torelló                                | curs d'aigua | Desemboca: Ges             | 42° 07′ 29″ N, 2° 22′ 46″ E / 42.124799°N,2.379451°E 42° 06′ 58″ N, 2° 19′ 11″ E / 42.115977°N,2.319786°E          |           |                     | Modifica les dades a Wikidata |

## entitat singular de població
| imatge | Nom              | Ubicat a | instància de                                                                   | Detalls | coordenades                                                                  | Protecció | Commons (més fotos) | Dades a WD                    |
| ------ | ---------------- | -------- | ------------------------------------------------------------------------------ | ------- | ---------------------------------------------------------------------------- | --------- | ------------------- | ----------------------------- |
|        | Ciuret           | Vidrà    | entitat singular de població                                                   | 7 hab   | 42° 08′ 40″ N, 2° 19′ 51″ E / 42.14456°N,2.330769°E 1151 msnm                |           | Ciuret              | Modifica les dades a Wikidata |
|        | Vidrà            | Vidrà    | entitat singular de població capital municipal ens local històric de Catalunya | 110 hab | 42° 07′ 22″ N, 2° 18′ 35″ E / 42.12285°N,2.30977°E 980 msnm                  |           |                     | Modifica les dades a Wikidata |
|        | la Creu de l'Arç | Vidrà    | entitat singular de població                                                   | 52 hab  | 42° 07′ 28″ N, 2° 18′ 55″ E / 42.1244966200421°N,2.3151753643166°E 1021 msnm |           |                     | Modifica les dades a Wikidata |

## església
| imatge | Nom                         | Ubicat a | instància de | Detalls                                   | coordenades                                                   | Protecció                                  | Commons (més fotos)              | Dades a WD                    |
| ------ | --------------------------- | -------- | ------------ | ----------------------------------------- | ------------------------------------------------------------- | ------------------------------------------ | -------------------------------- | ----------------------------- |
|        | Sant Bartomeu de Covildases | Vidrà    | església     | Estil: arquitectura romànica              | 42° 07′ 25″ N, 2° 21′ 39″ E / 42.123633°N,2.360964°E          | bé integrant del patrimoni cultural català | Sant Bartomeu de Covildases      | Modifica les dades a Wikidata |
|        | Sant Hilari de Vidrà        | Vidrà    | església     |                                           | 42° 07′ 21″ N, 2° 18′ 34″ E / 42.122462°N,2.309406°E          | bé integrant del patrimoni cultural català | Sant Hilari de Vidrà             | Modifica les dades a Wikidata |
|        | Santa Bàrbara de Vidrà      | Vidrà    | església     | Estil: arquitectura popular               | 42° 07′ 26″ N, 2° 18′ 57″ E / 42.124013°N,2.315813°E          | bé integrant del patrimoni cultural català | Capella de Santa Bàrbara (Vidrà) | Modifica les dades a Wikidata |
|        | Santa Llúcia de Ciuret      | Vidrà    | església     | Estil: arquitectura barroca               | 42° 08′ 40″ N, 2° 19′ 51″ E / 42.144544°N,2.330744°E Ciuret   | bé cultural d'interès local                |                                  | Modifica les dades a Wikidata |
|        | Santa Margarida de Cabagés  | Vidrà    | església     | Estil: arquitectura romànica 12nd century | 42° 09′ 09″ N, 2° 19′ 11″ E / 42.15239°N,2.319789°E 1268 msnm | bé integrant del patrimoni cultural català | Santa Margarida de Cabagés       | Modifica les dades a Wikidata |

## font
| imatge | Nom             | Ubicat a | instància de | Detalls | coordenades                                                       | Protecció | Commons (més fotos) | Dades a WD                    |
| ------ | --------------- | -------- | ------------ | ------- | ----------------------------------------------------------------- | --------- | ------------------- | ----------------------------- |
|        | font Tornadissa | Vidrà    | font         |         | 42° 07′ 30″ N, 2° 22′ 36″ E / 42.125117°N,2.376553°E 1305 msnm    |           | Font Tornadissa     | Modifica les dades a Wikidata |
|        | font de l'Obi   | Vidrà    | font         |         | 42° 08′ 13″ N, 2° 20′ 48″ E / 42.137039895056°N,2.3466499645553°E |           |                     | Modifica les dades a Wikidata |

## masia
| imatge | Nom                  | Ubicat a | instància de | Detalls                                              | coordenades                                                                   | Protecció                                  | Commons (més fotos)  | Dades a WD                    |
| ------ | -------------------- | -------- | ------------ | ---------------------------------------------------- | ----------------------------------------------------------------------------- | ------------------------------------------ | -------------------- | ----------------------------- |
|        | Cal Jordi            | Vidrà    | masia        |                                                      | 42° 07′ 35″ N, 2° 18′ 48″ E / 42.1263586241704°N,2.31328002681616°E           |                                            |                      | Modifica les dades a Wikidata |
|        | Can Borrell          | Vidrà    | masia        |                                                      | 42° 07′ 59″ N, 2° 17′ 43″ E / 42.1329592250268°N,2.29527674104796°E           |                                            |                      | Modifica les dades a Wikidata |
|        | Can Carrasquet       | Vidrà    | masia        |                                                      | 42° 07′ 27″ N, 2° 18′ 16″ E / 42.1241074981755°N,2.30438798549247°E           |                                            |                      | Modifica les dades a Wikidata |
|        | Can Francí           | Vidrà    | masia        |                                                      | 42° 07′ 36″ N, 2° 18′ 52″ E / 42.1267440306409°N,2.31447363309998°E           |                                            |                      | Modifica les dades a Wikidata |
|        | Can Freixes          | Vidrà    | masia        |                                                      | 42° 07′ 34″ N, 2° 18′ 54″ E / 42.1260003763279°N,2.31512287303334°E           |                                            |                      | Modifica les dades a Wikidata |
|        | Can Gasol            | Vidrà    | masia        |                                                      | 42° 08′ 38″ N, 2° 17′ 50″ E / 42.1438156775399°N,2.2973589026351°E            |                                            |                      | Modifica les dades a Wikidata |
|        | Can Mic              | Vidrà    | masia        |                                                      | 42° 07′ 51″ N, 2° 20′ 44″ E / 42.1308073881444°N,2.34557380924091°E           |                                            |                      | Modifica les dades a Wikidata |
|        | Can Ribes            | Vidrà    | masia        |                                                      | 42° 07′ 39″ N, 2° 18′ 48″ E / 42.1273680723936°N,2.31340221096533°E           |                                            |                      | Modifica les dades a Wikidata |
|        | Can Sivina           | Vidrà    | masia        |                                                      | 42° 07′ 55″ N, 2° 18′ 16″ E / 42.1318352823203°N,2.30443652874325°E           |                                            |                      | Modifica les dades a Wikidata |
|        | Can Verdeguer        | Vidrà    | masia        |                                                      | 42° 07′ 32″ N, 2° 18′ 50″ E / 42.1256415600625°N,2.31385639900579°E           |                                            |                      | Modifica les dades a Wikidata |
|        | Casadamunt           | Vidrà    | masia        | Estil: arquitectura popular                          | 42° 07′ 37″ N, 2° 19′ 43″ E / 42.126852°N,2.328577°E                          | bé integrant del patrimoni cultural català |                      | Modifica les dades a Wikidata |
|        | Coll de Vidrà        | Vidrà    | masia        |                                                      | 42° 07′ 09″ N, 2° 18′ 16″ E / 42.119219°N,2.304383°E 1006 msnm                |                                            | El Coll (Vidrà)      | Modifica les dades a Wikidata |
|        | Corrubí              | Vidrà    | masia        |                                                      | 42° 08′ 37″ N, 2° 19′ 11″ E / 42.143518101723°N,2.31971434143319°E            |                                            |                      | Modifica les dades a Wikidata |
|        | Fontcoberta          | Vidrà    | masia        |                                                      | 42° 09′ 09″ N, 2° 20′ 06″ E / 42.1524151933588°N,2.33486956601736°E 1280 msnm |                                            | Fontcoberta (Vidrà)  | Modifica les dades a Wikidata |
|        | Mas Llebrer          | Vidrà    | masia        |                                                      | 42° 07′ 06″ N, 2° 18′ 08″ E / 42.1183838586645°N,2.30215214321143°E           |                                            |                      | Modifica les dades a Wikidata |
|        | Mas Pubill           | Vidrà    | masia        | Estil: arquitectura popular                          | 42° 08′ 40″ N, 2° 19′ 52″ E / 42.144339°N,2.331136°E                          | bé integrant del patrimoni cultural català |                      | Modifica les dades a Wikidata |
|        | Mas Sant Bartomeu    | Vidrà    | masia        | Estil: arquitectura popular                          | 42° 07′ 31″ N, 2° 21′ 39″ E / 42.125342°N,2.360829°E                          | bé integrant del patrimoni cultural català |                      | Modifica les dades a Wikidata |
|        | Milany               | Vidrà    | masia        |                                                      | 42° 09′ 30″ N, 2° 17′ 05″ E / 42.158285452324°N,2.2846981570063°E             |                                            |                      | Modifica les dades a Wikidata |
|        | Palou Gros           | Vidrà    | masia        |                                                      | 42° 08′ 11″ N, 2° 17′ 23″ E / 42.136472651795°N,2.28958684434228°E            |                                            |                      | Modifica les dades a Wikidata |
|        | Palou Xic            | Vidrà    | masia        |                                                      | 42° 08′ 13″ N, 2° 18′ 33″ E / 42.136820167012°N,2.3091407296568°E             |                                            |                      | Modifica les dades a Wikidata |
|        | Sant Tomàs           | Vidrà    | masia        |                                                      | 42° 07′ 46″ N, 2° 20′ 56″ E / 42.1294390679887°N,2.34885467710853°E 1191 msnm |                                            |                      | Modifica les dades a Wikidata |
|        | el Bartrolí          | Vidrà    | masia        | Estil: arquitectura popular                          | 42° 07′ 26″ N, 2° 18′ 36″ E / 42.12395°N,2.30989°E                            | bé integrant del patrimoni cultural català | El Bartrolí (Vidrà)  | Modifica les dades a Wikidata |
|        | el Cabanyot          | Vidrà    | masia        |                                                      | 42° 09′ 31″ N, 2° 20′ 38″ E / 42.1584839066919°N,2.34398139766499°E           |                                            |                      | Modifica les dades a Wikidata |
|        | el Cavaller de Vidrà | Vidrà    | masia        | Estil: arquitectura barroca arquitectura neoclàssica | 42° 07′ 22″ N, 2° 18′ 41″ E / 42.122778°N,2.311389°E                          | bé integrant del patrimoni cultural català | El Cavaller de Vidrà | Modifica les dades a Wikidata |
|        | el Moreu             | Vidrà    | masia        | Estil: arquitectura popular                          | 42° 08′ 29″ N, 2° 19′ 47″ E / 42.141453°N,2.329669°E                          | bé integrant del patrimoni cultural català |                      | Modifica les dades a Wikidata |
|        | el Pujol             | Vidrà    | masia        |                                                      | 42° 09′ 05″ N, 2° 19′ 12″ E / 42.1513909641832°N,2.31993262572064°E 1253 msnm |                                            | El Pujol (Vidrà)     | Modifica les dades a Wikidata |
|        | el Reig              | Vidrà    | masia        |                                                      | 42° 10′ 11″ N, 2° 22′ 14″ E / 42.16959601424°N,2.3705284974756°E              |                                            |                      | Modifica les dades a Wikidata |
|        | el Villaró           | Vidrà    | masia        |                                                      | 42° 08′ 15″ N, 2° 17′ 39″ E / 42.1375101211652°N,2.29424612569224°E           |                                            |                      | Modifica les dades a Wikidata |
|        | els Plans            | Vidrà    | masia        |                                                      | 42° 10′ 10″ N, 2° 21′ 52″ E / 42.169562641792°N,2.3644754629511°E             |                                            |                      | Modifica les dades a Wikidata |
|        | l'Arxer              | Vidrà    | masia        |                                                      | 42° 08′ 22″ N, 2° 17′ 50″ E / 42.1393198732351°N,2.2970939814846°E            |                                            |                      | Modifica les dades a Wikidata |
|        | la Canal             | Vidrà    | masia        |                                                      | 42° 07′ 31″ N, 2° 21′ 08″ E / 42.1252250642479°N,2.35221279180177°E           |                                            |                      | Modifica les dades a Wikidata |
|        | la Casa de Baix      | Vidrà    | masia        |                                                      | 42° 08′ 39″ N, 2° 19′ 49″ E / 42.1442105911044°N,2.33025987457488°E           |                                            |                      | Modifica les dades a Wikidata |
|        | la Casavella         | Vidrà    | masia        |                                                      | 42° 09′ 29″ N, 2° 20′ 42″ E / 42.1579312854516°N,2.34499178927826°E           |                                            |                      | Modifica les dades a Wikidata |
|        | la Coma              | Vidrà    | masia        |                                                      | 42° 09′ 04″ N, 2° 18′ 44″ E / 42.1511381648868°N,2.3122739299808°E            |                                            |                      | Modifica les dades a Wikidata |
|        | la Plana             | Vidrà    | masia        |                                                      | 42° 08′ 17″ N, 2° 18′ 07″ E / 42.1379797350922°N,2.30181601782286°E           |                                            |                      | Modifica les dades a Wikidata |
|        | la Vila Vella        | Vidrà    | masia        | Estil: arquitectura popular                          | 42° 07′ 21″ N, 2° 20′ 34″ E / 42.122636°N,2.342842°E                          | bé integrant del patrimoni cultural català |                      | Modifica les dades a Wikidata |
|        | les Escanes          | Vidrà    | masia        | Estil: arquitectura popular                          | 42° 08′ 13″ N, 2° 19′ 03″ E / 42.136959°N,2.317437°E                          | bé integrant del patrimoni cultural català |                      | Modifica les dades a Wikidata |
|        | les Llances          | Vidrà    | masia        |                                                      | 42° 08′ 16″ N, 2° 19′ 13″ E / 42.137819790528°N,2.32017466184002°E            |                                            |                      | Modifica les dades a Wikidata |
|        | les Lloses           | Vidrà    | masia        |                                                      | 42° 07′ 42″ N, 2° 19′ 28″ E / 42.1282533106598°N,2.32446320283148°E           |                                            |                      | Modifica les dades a Wikidata |

## molí d'aigua
| imatge | Nom               | Ubicat a | instància de | Detalls                     | coordenades                                          | Protecció                                  | Commons (més fotos) | Dades a WD                    |
| ------ | ----------------- | -------- | ------------ | --------------------------- | ---------------------------------------------------- | ------------------------------------------ | ------------------- | ----------------------------- |
|        | El Molí Nou       | Vidrà    | molí d'aigua | Estil: arquitectura popular | 42° 06′ 59″ N, 2° 19′ 13″ E / 42.116438°N,2.320189°E | bé integrant del patrimoni cultural català |                     | Modifica les dades a Wikidata |
|        | Molí de Vilavella | Vidrà    | molí d'aigua | Estil: arquitectura popular |                                                      | bé integrant del patrimoni cultural català |                     | Modifica les dades a Wikidata |

## muntanya
| imatge | Nom                         | Ubicat a                     | instància de | Detalls | coordenades | Protecció | Commons (més fotos)            | Dades a WD                    |
| ------ | --------------------------- | ---------------------------- | ------------ | ------- | --- | --------- | ------------------------------ | ----------------------------- |
|        | Milany                      | Vallfogona de Ripollès Vidrà | muntanya     |         | 42° 09′ 56″ N, 2° 17′ 23″ E / 42.1655542733°N,2.28960053077°E 1529 msnm                                                 |           | Milany                         | Modifica les dades a Wikidata |
|        | Morro del Quer              | Vidrà                        | muntanya     |         | 42° 08′ 59″ N, 2° 16′ 38″ E / 42.14975°N,2.27732222°E 1241.4 msnm                                                       |           |                                | Modifica les dades a Wikidata |
|        | Puig Anyívol                | Vidrà Santa Maria de Besora  | muntanya     |         | 42° 07′ 41″ N, 2° 18′ 06″ E / 42.12791667°N,2.3016475°E 1195 msnm                                                       |           | Puig Anyívol                   | Modifica les dades a Wikidata |
|        | Puig Castellar              | Vidrà                        | muntanya     |         | 42° 07′ 51″ N, 2° 18′ 38″ E / 42.1307°N,2.31059°E 1255 msnm                                                             |           | Puig Castellar (Vidrà)         | Modifica les dades a Wikidata |
|        | Puig Cornaló                | Vidrà                        | muntanya     |         | 42° 07′ 47″ N, 2° 18′ 20″ E / 42.1297°N,2.30567°E 1180.7 msnm                                                           |           |                                | Modifica les dades a Wikidata |
|        | Puig Formiguer              | Vidrà                        | muntanya     |         | 42° 07′ 38″ N, 2° 19′ 26″ E / 42.1272°N,2.324°E 1028.8 msnm                                                             |           |                                | Modifica les dades a Wikidata |
|        | Puig Tosell Gros            | la Vall d'en Bas Vidrà       | muntanya     |         | 42° 07′ 00″ N, 2° 22′ 26″ E / 42.1166°N,2.37393°E 1462 msnm                                                             |           | Puig Tosell Gros               | Modifica les dades a Wikidata |
|        | Puig de Cubell              | la Vall d'en Bas Vidrà       | muntanya     |         | 42° 08′ 16″ N, 2° 21′ 03″ E / 42.137669°N,2.350877°E 1488 msnm                                                          |           | Puig Cubell (la Vall d'en Bas) | Modifica les dades a Wikidata |
|        | Puig de Llandrics           | Vidrà                        | muntanya cim |         | 42° 09′ 56″ N, 2° 22′ 57″ E / 42.16552778°N,2.38242222°E 42° 09′ 57″ N, 2° 22′ 57″ E / 42.16573°N,2.38238°E 1206.4 msnm |           |                                | Modifica les dades a Wikidata |
|        | Puig de Miralles            | la Vall d'en Bas Vidrà       | muntanya     |         | 42° 07′ 48″ N, 2° 22′ 01″ E / 42.1301°N,2.36697°E 1435 msnm                                                             |           | Puig de Miralles (Vidrà)       | Modifica les dades a Wikidata |
|        | Puig de Palou               | Vidrà                        | muntanya     |         | 42° 08′ 37″ N, 2° 18′ 07″ E / 42.14352778°N,2.30201639°E 1427 msnm                                                      |           | Puig de Palou                  | Modifica les dades a Wikidata |
|        | Puig de l'Abric             | Vidrà                        | muntanya     |         | 42° 08′ 46″ N, 2° 19′ 01″ E / 42.14616667°N,2.31697944°E 1336.3 msnm                                                    |           |                                | Modifica les dades a Wikidata |
|        | Puig de l'Ofrena            | Vidrà                        | muntanya cim |         | 42° 10′ 19″ N, 2° 21′ 50″ E / 42.1719°N,2.36383°E 1351.6 msnm                                                           |           |                                | Modifica les dades a Wikidata |
|        | Puig de la Bicoca           | Vidrà                        | muntanya     |         | 42° 08′ 59″ N, 2° 20′ 40″ E / 42.14986111°N,2.34438611°E 1445 msnm                                                      |           | Puig de la Bicoca              | Modifica les dades a Wikidata |
|        | Puig de les Civaderes       | la Vall d'en Bas Vidrà       | muntanya     |         | 42° 07′ 10″ N, 2° 22′ 36″ E / 42.11931667°N,2.37663889°E 1448 msnm                                                      |           |                                | Modifica les dades a Wikidata |
|        | Puig-ras                    | Vidrà                        | muntanya     |         | 42° 09′ 28″ N, 2° 19′ 18″ E / 42.15786111°N,2.32165556°E 1474.2 msnm                                                    |           |                                | Modifica les dades a Wikidata |
|        | Roques de Santa Bàrbara     | Vidrà                        | muntanya     |         | 42° 07′ 16″ N, 2° 19′ 01″ E / 42.1212°N,2.31707°E 988.2 msnm                                                            |           |                                | Modifica les dades a Wikidata |
|        | Santa Magdalena de Cambrils | Vidrà Vallfogona de Ripollès | muntanya     |         | 42° 10′ 08″ N, 2° 20′ 25″ E / 42.1689910199°N,2.34026503464°E 1547 msnm                                                 |           |                                | Modifica les dades a Wikidata |
|        | Serrat del Mig              | Vidrà                        | muntanya     |         | 42° 09′ 06″ N, 2° 20′ 50″ E / 42.15175°N,2.3471°E 1391.9 msnm                                                           |           |                                | Modifica les dades a Wikidata |
|        | Turó del Pla de la Creu     | Vidrà                        | muntanya     |         | 42° 08′ 56″ N, 2° 20′ 21″ E / 42.148981°N,2.339102°E 1416 msnm                                                          |           | Turó del Pla de la Creu        | Modifica les dades a Wikidata |
|        | la Creu del Fus             | Vidrà                        | muntanya     |         | 42° 06′ 44″ N, 2° 18′ 18″ E / 42.11216667°N,2.30510833°E 1121.3 msnm                                                    |           |                                | Modifica les dades a Wikidata |
|        | la Fenaiola                 | Vidrà                        | muntanya     |         | 42° 07′ 12″ N, 2° 19′ 56″ E / 42.12005556°N,2.33220556°E 1033 msnm                                                      |           |                                | Modifica les dades a Wikidata |
|        | la Talaia                   | Vidrà                        | muntanya     |         | 42° 07′ 38″ N, 2° 18′ 16″ E / 42.12727778°N,2.30435278°E 1251 msnm                                                      |           | La Talaia (Vidrà)              | Modifica les dades a Wikidata |
|        | puig de l'Obiol             | Vallfogona de Ripollès Vidrà | muntanya     |         | 42° 09′ 28″ N, 2° 18′ 18″ E / 42.157778°N,2.305°E 1543 msnm                                                             |           | Puig de l'Obiol                | Modifica les dades a Wikidata |

## pont
| imatge | Nom                 | Ubicat a | instància de | Detalls                                   | coordenades                                                         | Protecció                                  | Commons (més fotos)      | Dades a WD                    |
| ------ | ------------------- | -------- | ------------ | ----------------------------------------- | ------------------------------------------------------------------- | ------------------------------------------ | ------------------------ | ----------------------------- |
|        | Pont de Salgueda    | Vidrà    | pont         | Estil: arquitectura popular Travessa: Ges | 42° 06′ 55″ N, 2° 19′ 09″ E / 42.115164°N,2.319172°E                | bé integrant del patrimoni cultural català | Pont de Salgueda (Vidrà) | Modifica les dades a Wikidata |
|        | Pont de les Escanes | Vidrà    | pont         |                                           | 42° 08′ 07″ N, 2° 19′ 02″ E / 42.1352080091711°N,2.31715332355371°E |                                            |                          | Modifica les dades a Wikidata |
|        | Pont de les Llances | Vidrà    | pont         |                                           | 42° 08′ 20″ N, 2° 19′ 20″ E / 42.1388943608149°N,2.32217193207823°E |                                            |                          | Modifica les dades a Wikidata |

## serra
| imatge | Nom                      | Ubicat a                     | instància de | Detalls | coordenades | Protecció | Commons (més fotos)      | Dades a WD                    |
| ------ | ------------------------ | ---------------------------- | ------------ | ------- | --- | --------- | ------------------------ | ----------------------------- |
|        | serra de Milany          | Vallfogona de Ripollès Vidrà | serra        |         | 42° 10′ 01″ N, 2° 17′ 08″ E / 42.167°N,2.28552°E 42° 09′ 20″ N, 2° 16′ 58″ E / 42.15551°N,2.28275°E 1533.3 msnm |           |                          | Modifica les dades a Wikidata |
|        | serra de Santa Magdalena | Vallfogona de Ripollès Vidrà | serra        |         | 42° 10′ 09″ N, 2° 20′ 25″ E / 42.169032°N,2.340268°E                                                            |           | Serra de Santa Magdalena | Modifica les dades a Wikidata |

## Misc
| imatge | Nom                                                    | Ubicat a                     | instància de                                               | Detalls                                  | coordenades                                                                                | Protecció                                            | Commons (més fotos)                                    | Dades a WD                    |
| ------ | ------------------------------------------------------ | ---------------------------- | ---------------------------------------------------------- | ---------------------------------------- | ------------------------------------------------------------------------------------------ | ---------------------------------------------------- | ------------------------------------------------------ | ----------------------------- |
|        | Balma del Grau del Tell                                | Vidrà                        | abric rocós                                                |                                          | 42° 08′ 00″ N, 2° 18′ 49″ E / 42.1334395839489°N,2.31360283516976°E                        |                                                      |                                                        | Modifica les dades a Wikidata |
|        | Collfred                                               | Vidrà                        | assentament humà                                           |                                          | 42° 09′ 30″ N, 2° 20′ 46″ E / 42.158325°N,2.346071°E 1264 msnm                             |                                                      |                                                        | Modifica les dades a Wikidata |
|        | casa consistorial de Vidrà                             | Vidrà                        | casa consistorial                                          |                                          | 42° 07′ 20″ N, 2° 18′ 37″ E / 42.12225321052854°N,2.310246351343926°E                      |                                                      |                                                        | Modifica les dades a Wikidata |
|        | castell de Milany                                      | Vallfogona de Ripollès Vidrà | castell                                                    | Estil: arquitectura popular 10th century | 42° 09′ 54″ N, 2° 17′ 23″ E / 42.164949°N,2.289822°E ca:Al cim del pic de Milany 1529 msnm | bé d'interès cultural bé cultural d'interès nacional | Castillo de Milany (Vallfogona de Ripollès)            | Modifica les dades a Wikidata |
|        | coll de Ciuret                                         | la Vall d'en Bas Vidrà       | collada                                                    |                                          | 42° 08′ 38″ N, 2° 20′ 56″ E / 42.14391°N,2.34887°E 1297 msnm                               |                                                      |                                                        | Modifica les dades a Wikidata |
|        | creu de Santa Margarida                                | Vidrà                        | creu monumental                                            |                                          | 42° 08′ 26″ N, 2° 18′ 52″ E / 42.1406043354995°N,2.31438465025857°E                        |                                                      |                                                        | Modifica les dades a Wikidata |
|        | serres de Milany-Santa Magdalena i Puigsacalm-Bellmunt | Vidrà                        | parc natural àrea protegida Pla d'Espais d'Interès Natural | 1992 Superfície: 15815.19212ha           | 42° 09′ N, 2° 19′ E / 42.15°N,2.32°E                                                       |                                                      | Serres de Milany-Santa Magdalena i Puigsacalm-Bellmunt | Modifica les dades a Wikidata |